# Ballspende

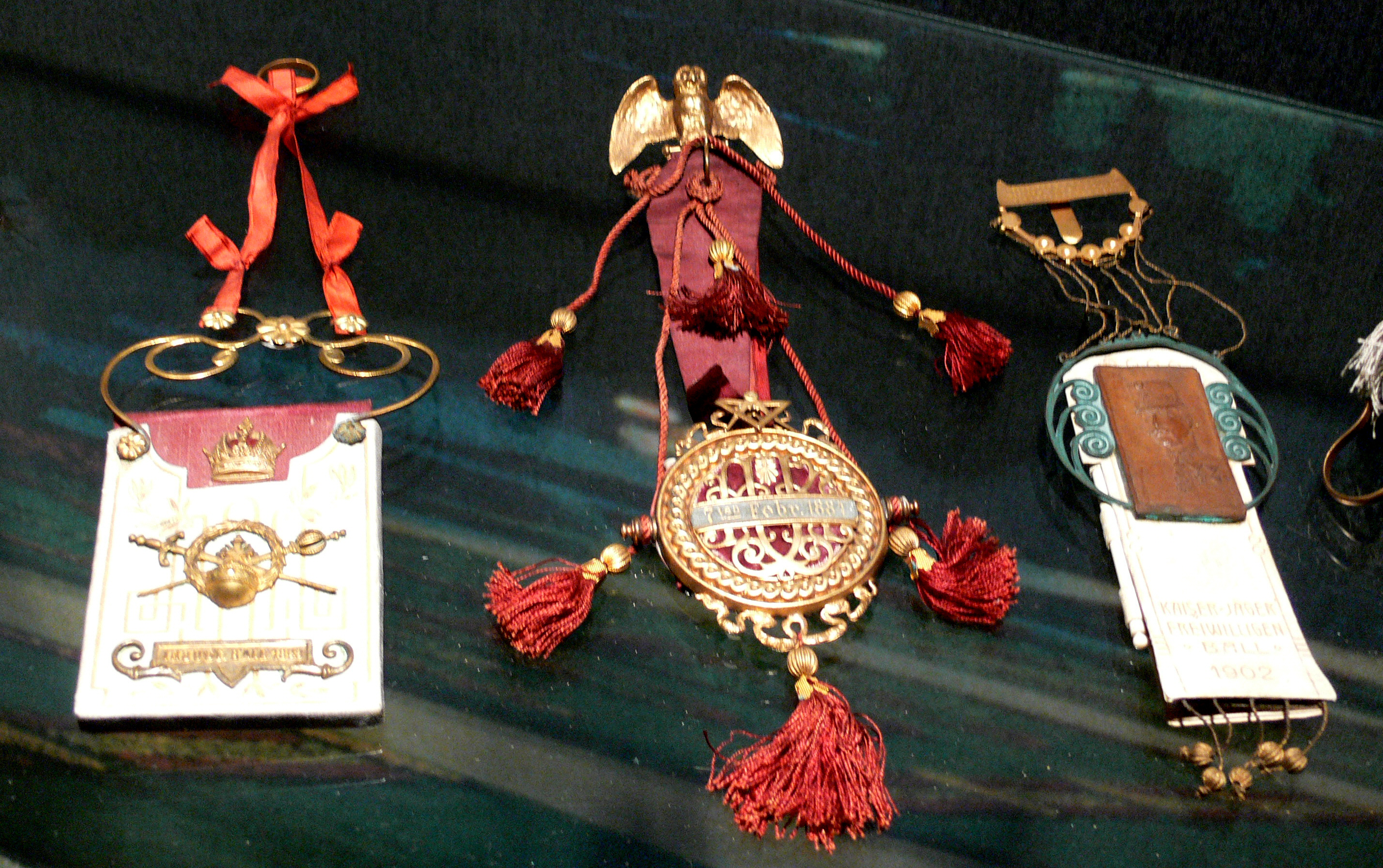
Wiener Ballspenden des 19. Jahrhunderts (Haus der Musik, Wien)

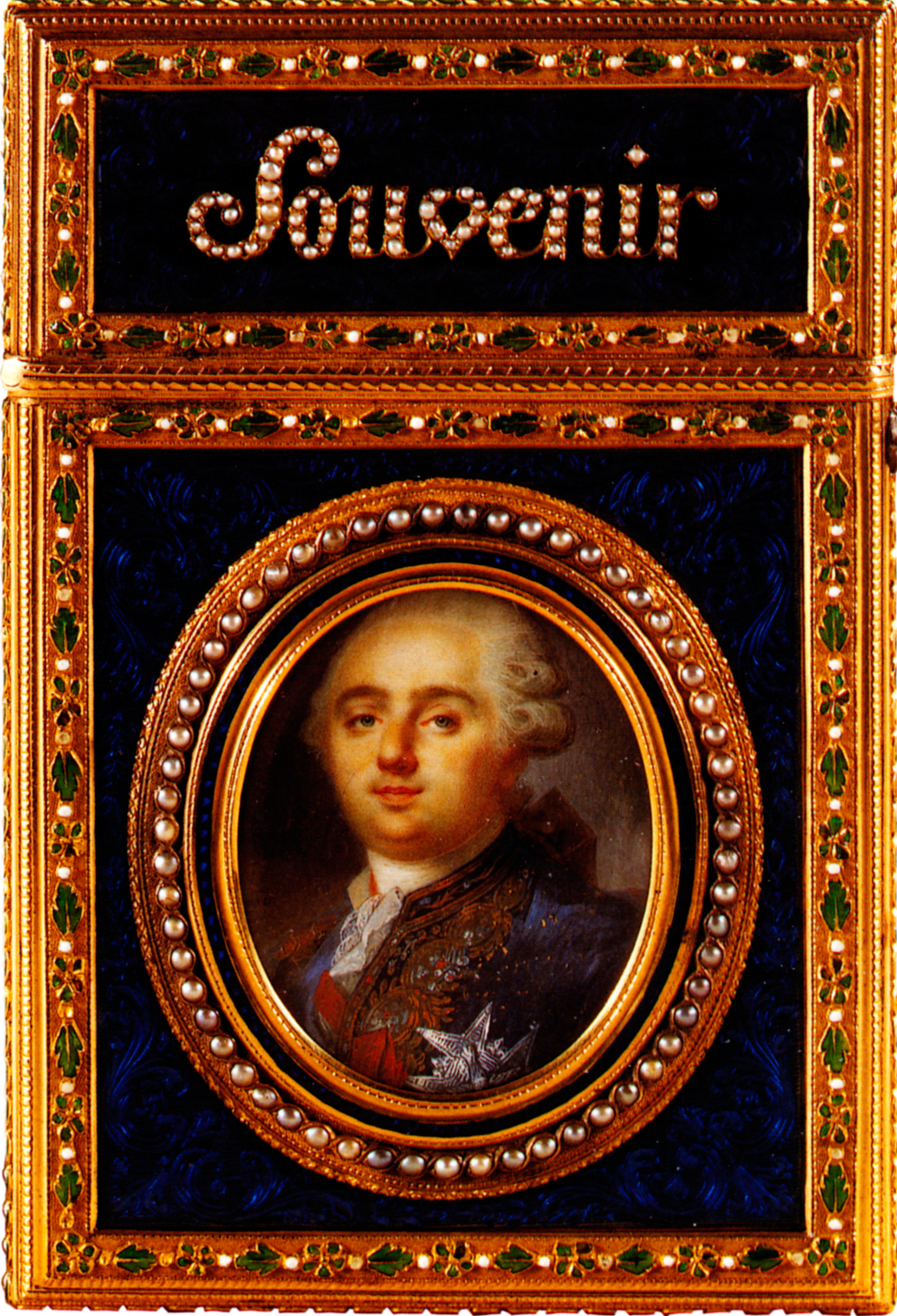
Carnet de bal mit Miniaturbildnis Ludwigs XVI., Inschrift: Souvenir (D’amitié), signiert und datiert: Sicardy 1783 (d. i. Louis Marie Sicard, 1746–1825)

Eine Ballspende, auch Damenspende genannt, ist ein kleines vom Veranstalter eines Tanzballs zumeist beim Betreten des Ballsaals an die Damen überreichtes Geschenk.

## Geschichte
Die Gepflogenheit der kunstvoll ausgestalteten Ballspenden erreichte ihren Höhepunkt zwischen 1880 und 1900, erlebte ihre letzte Blüte in der Epoche des Jugendstils, verebbte in der Not und Bedrängnis des Ersten Weltkrieges und lebte schließlich in späteren Jahren als sinnentleertes Relikt in der heute bekannten Gestalt weiter. Heute gibt es sie aber auch noch bei traditionellen Bällen, wie dem Wiener Opernball.
Die Damenspende ist in ihrer ursprünglichen Form untrennbar verbunden mit der festgelegten Tanzordnung eines Balles, die wiederum für die jeweilige Dame eine sehr wesentliche Rolle spielte. Ist es heute üblich, dass die Dame den Ball in Begleitung ihres Partners besucht und – mehr oder weniger ausschließlich – mit diesem tanzt, so war die Situation früher grundsätzlich anders. Das Mädchen oder die Dame erschien in Begleitung der Eltern oder einer Anstandsdame am Ball und hoffte auf die verschiedensten Tanzpartner. Durch Pflicht oder Neigung veranlasste Herren baten nun die Dame – möglichst frühzeitig – um Reservierung bestimmter in der Tanzordnung angekündigter Tänze, was, um alle Verwirrung zu vermeiden, in die Tanzkarte eingetragen wurde. Diese Tanzordnung oder Tanzkarte war also ein sehr wichtiges Accessoire, das die Tänzerin stets bei sich haben sollte. Die Damenspende war nichts anderes als eine kunstvoll gestaltete Form oder Umhüllung dieses unentbehrlichen Requisits und wurde allmählich zur „Kostbarkeit“, zum originellen kleinen Kunstwerk, das in verschiedensten gesellschaftlichen Bereichen wetteifernd gestaltet wurde und sich immer mehr in Richtung zum heiß begehrten Souvenir entwickelte.
Eine Ballspende war häufig als kunstvolles Büchlein (Carnet de bal) gestaltet. Auf den ersten Seiten war meist die Tanzfolge gedruckt und humorvolle Artikel. Dann folgten leere Seiten für die Tanzeinträge. Hierfür war ein in die Lasche eingeschobener Bleistift vorgesehen. Die Urform der Ballspende war die Tanzkarte. Später wurden auch Fächer, Krüge, Vasen, Trinkgefäße, Plaketten, Statuetten, Miniaturen von Gebäuden und Musikinstrumenten oder Spiegel als Ballspenden überreicht.
Der eigentliche Zweck, die Reservierung eines oder mehrerer Tänze bei einer Dame, ist seit Beginn des 20. Jahrhunderts immer mehr in Vergessenheit geraten. Geblieben ist der Ballspende aber bis heute die Bestimmung, ein schönes Erinnerungsgeschenk zu sein.

## Ballspende im Sport
Als Ballspende wird heutzutage auch das Spenden von Spielbällen für Personen oder Vereine bezeichnet.